# Noël Martin Joseph de Necker
Noël Martin Joseph de Necker (ou Natalis-Josephus de Necker) est un médecin et un botaniste d'origine française, né le 25 décembre 1730 à Lille (royaume de France) et mort le 30 décembre 1793 à Mannheim. Il est le médecin du prince électeur du Palatinat à Mannheim nouvelle capitale du Palatinat. Il se consacre particulièrement à l’étude des mousses. Le genre Neckera de la famille Neckeraceae lui a été dédié.

## Œuvres
- Deliciae gallobelgicae silvestres, seu Tractatus generalis plantarum gallo-belgicarum (deux volumes, 1768).
- Methodus Muscorum per Clases, Ordines, Genera (Juniperus dilatata & Juniperus sabina var. tamariscifolia) (Mannheim, 1771).
- Physiologia muscorum per examen analyticum de corporibus variis naturalibus... (Mannheim, 1774, traduit en français en 1775 sous le titre de Physiologie des corps organisés...).
- Traité sur la mycitologie, ou Discours sur les champignons en général... (Mannheim, 1783).
- Phytozoologie philosophique, dans laquelle on démontre comment le nombre des genres et des espèces, concernant les animaux et les végétaux, a été limité et fixé par la nature... (Neuwied, 1790).
- Elementa botanica... Accedit corollarium ad Philosophiam botanicam Linnaei spectans, cum phytozoologia philosophica lingua gallica conscripta (Neuwied, 1791).